# 2001年12月阿根廷危机
2001年12月阿根廷危机（西班牙語：Crisis de diciembre de 2001 en Argentina），或称2001年危机（西班牙語：Crisis de 2001），是一场发生在阿根廷的政治、经济、金融、社会和制度危機，最终导致了时任阿根廷总统费尔南多·德拉鲁阿的辞职，也导致了一段政治不稳定时期，在此期间五名官员行使了国家行政权。
这起危機发生於1998年-2002年间的一场重大危机期間，这场危机是由长期经济衰退引发的，导致了人道主义、社会、经济、金融以及政治危机的出现。在危机期间，有39人被国家和私人保安人员杀害。
这场危机的最初触发因素是由时任经济部长多明戈·卡瓦洛推出的“Corralito”政策，这个政策限制人们从银行提取现金的数量。这尤其影响了下层阶级，其中大部分是没有银行账户的，以及经济活动受到严重限制的中产阶级。12月13日，工人工会宣布总罢工，与此同时，该国内陆和大布宜诺斯艾利斯的一些城市开始爆发暴力事件，主要是失业和贫困人口的抢劫，抢劫卡车，和阻断道路。
2001年12月19日晚，激进派总统费尔南多·德拉鲁阿宣布进入戒严状态，立即引发了社会暴动，数万人走上街头，以表达对政府和政治代表的不满，持续了到第二天下令镇压抗议者，其中有39人被杀。大多数参加抗议的人都是自行召集的，不属于任何政党、工会或社会组织。12月20日晚上7点37分，德拉鲁阿辞职并乘直升机离开玫瑰宫。
在接下来的十二天里，社会制度极度不稳定，也导致继任总统阿道夫·罗德里格斯·萨阿的辞职。在接下来的几年里，社会和经济不稳定的气氛以及对政治代表合法性的普遍无知将持续下去。
这些街头示威，通过公民集会的方式组织起来，并持续了数月。

## 背景

### 1998-2001年经济形势

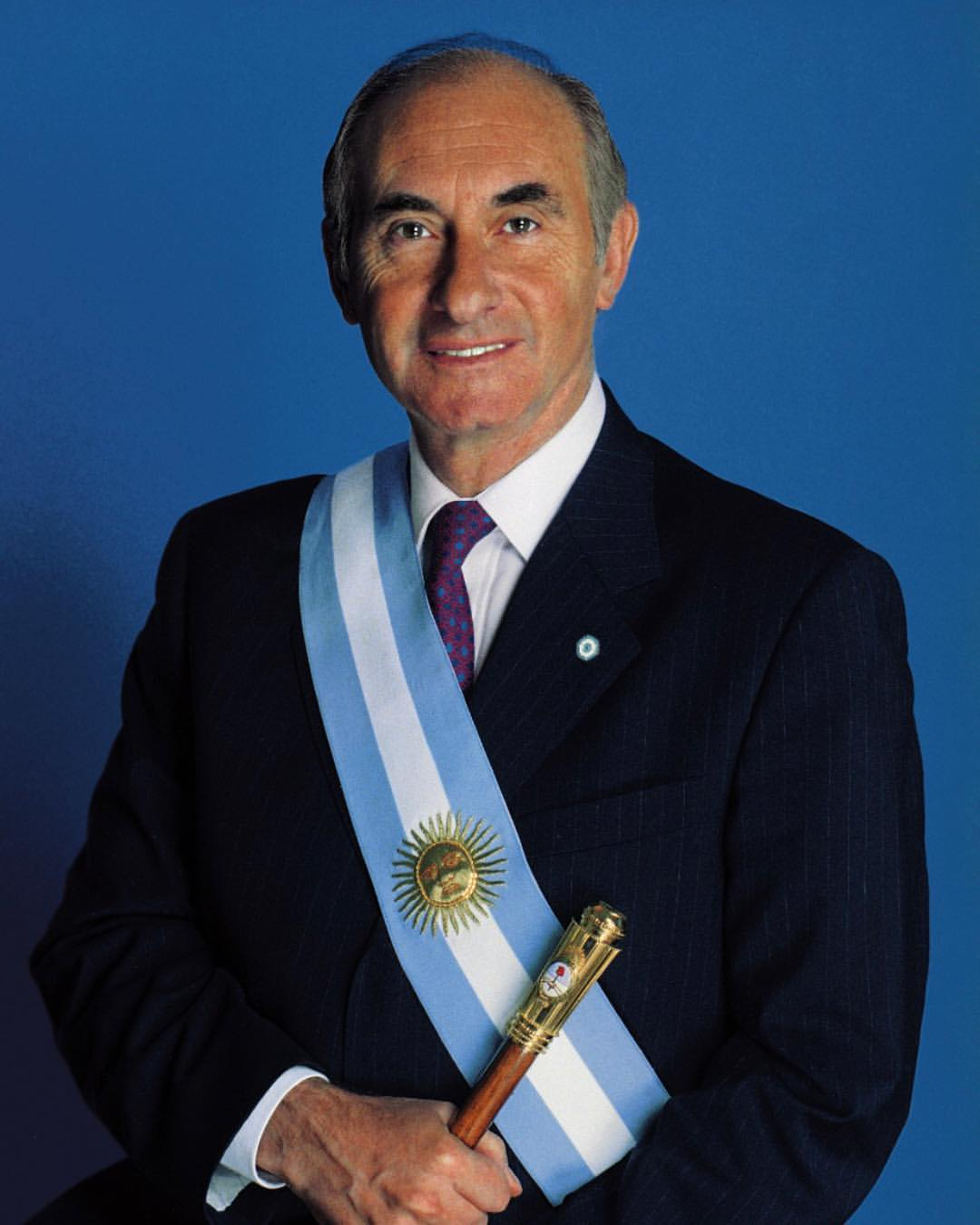
费尔南多·德拉鲁阿官方照片

费尔南多·德拉鲁阿，作为“联盟”的候选人，曾在1999年12月的[[1998-2002年阿根廷大蕭條|衰退期]]之中就任总统，并维持1991年的兑换法，这个法律建立了一个比索與美元的固定兌換匯率。
尽管在卡洛斯·梅内姆政府最初的几年，这种经济政策可以显着降低通货膨胀并获得大部分人口积极评价的经济成果，但从1997年开始，这个政策越来越明显地看到负面情况。为了维持阿根廷比索與美元的可兑换性，需要大量的美元流入，同時几乎所有阿根廷国有公司以及退休和养老基金实现了私有化。但是，一旦私有化进程结束，初级农产品出口经济产生的外汇收入不足，再加上公共支出增加到不可持续的水平，阿根廷越来越依赖于借外债以及再融资。
影响“联盟”获选的因素之一就是在选举中承诺保持可兑换性。事实上，德拉鲁阿的竞选口号之一是“跟我一起，一比索，一美元”（Conmigo, un peso, un dólar）。
尽管国际经济形势发生了变化，使得许多国家出现了大幅贬值，其中就包括阿根廷的主要贸易伙伴巴西。而且各种声音一直在争论取消可兑换性并恢复货币处理“来避免灾难”的必要性，最后联盟政府政府决定不惜一切代价维持这个状态。
由于这些原因，阿根廷的财政状况和外债问题越来越严重，政府被迫在国际货币基金组织的监督下进行两次巨额债务和再融资操作。
经济不稳定反映在经济部长的不断变化中，政府先后更换了不同的人，从何塞·路易斯·马梅拉（1999年-2001年3月）、到里卡多·洛佩斯·墨菲（2001年3月-2001年4月），最后[[多明戈·卡瓦罗|多明戈·卡瓦洛]]。卡瓦洛曾在卡洛斯·梅内姆政府期间（1991年至1996年间）担任经济部长。当时，卡瓦洛被认为是将阿根廷从1989年至1991年的恶性通货膨胀中救出，并认为是当时最好人选。
2001年7月31日，第25453号法，又名零赤字法，被颁布，削减政府预算30亿比索，相当于预算总额的7%。
2001年11月29日，危机达到了不可持续的地步，大型投资者开始从银行提取货币存款，结果银行体系因资本外逃和国际货币基金组织拒绝继续融资和救助。

### 立法选举
在2001年10月14日举行的立法选举中，执政党联盟大败于正义党。德拉鲁阿总统没有政治空间来支持任何候选人，使情况更加恶化。选举的核心数据之一是所谓的“愤怒投票”（voto bronca）达到总数的25%，导致出现了严重的代表危机。

### Corralito政策

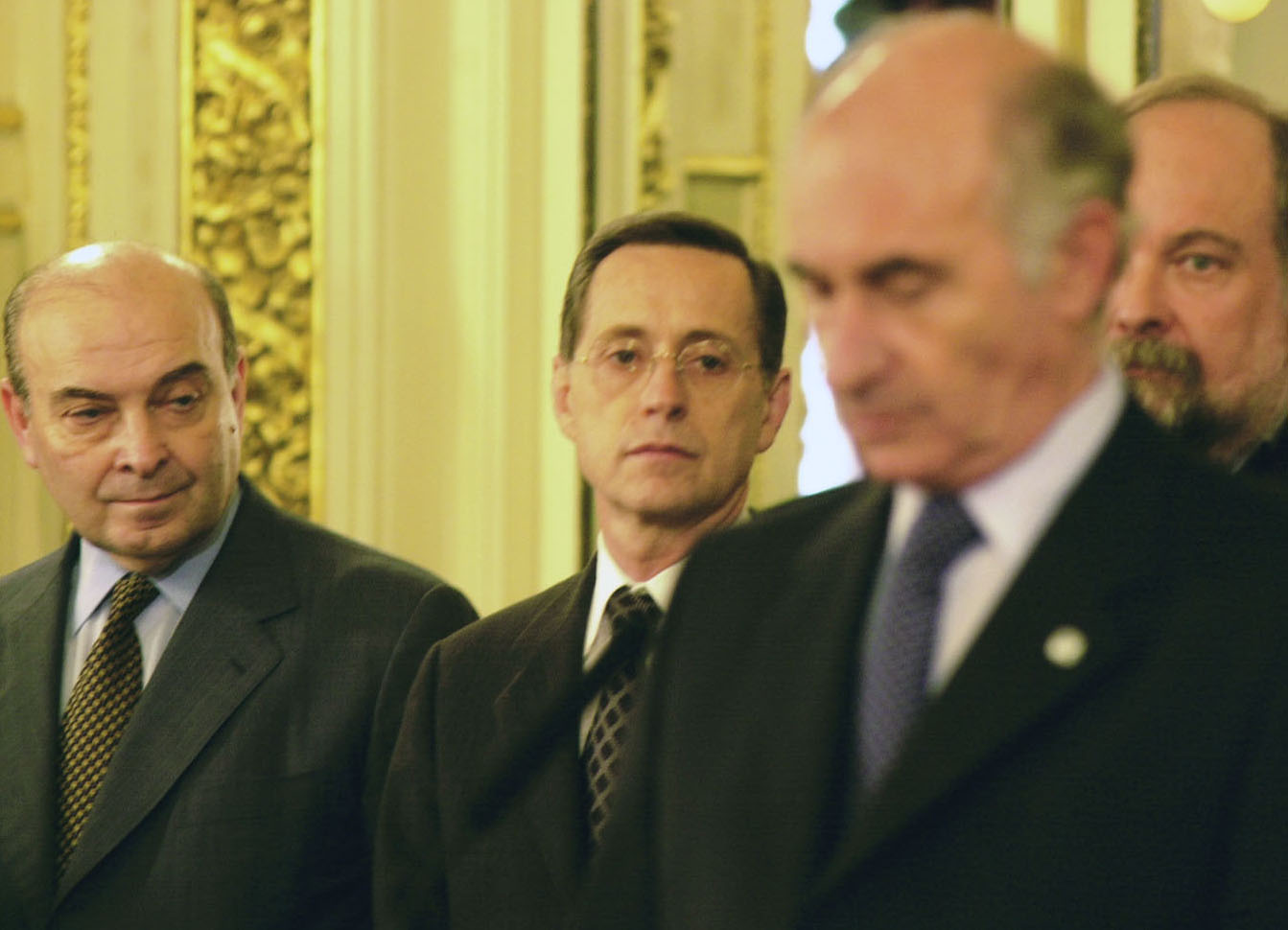
2001年12月16日，德拉鲁阿总统（前排的右边）和经济部长多明戈·卡瓦洛（左），位于玫瑰宫。

12月初，国际货币基金组织决定中断流向阿根廷的资金，于是资金开始不可控的外逃。
12月2日，卡瓦洛在全国网络（cadena nacional）宣布了一项名为“Corralito”的措施，强制实施经济银行业务，禁止每周从银行提取超过250比索或美元的现金。
这项措施主要影响非正规收入的人，其中包括未在公司注册的工人，而这些人在当时达到44.8%，几乎是1994年的两倍（28.4%）。
民众的反应非常消极，尤其是中产阶级，（考虑到每月1000美元的提款限制人数高于大多数人的收入）所以经济危机也导致了一场政治危机。整个12月都有抗议活动，但最重要的大规模抗议活动将在12月19日和20日爆发。德拉鲁阿的位置开始变得不稳定。 12月中旬，天主教会试图在反对派和政府之间进行调解，但没有成功。
12月26日，宣布無法償還930億美元的債務。

### 总体罢工和抢劫

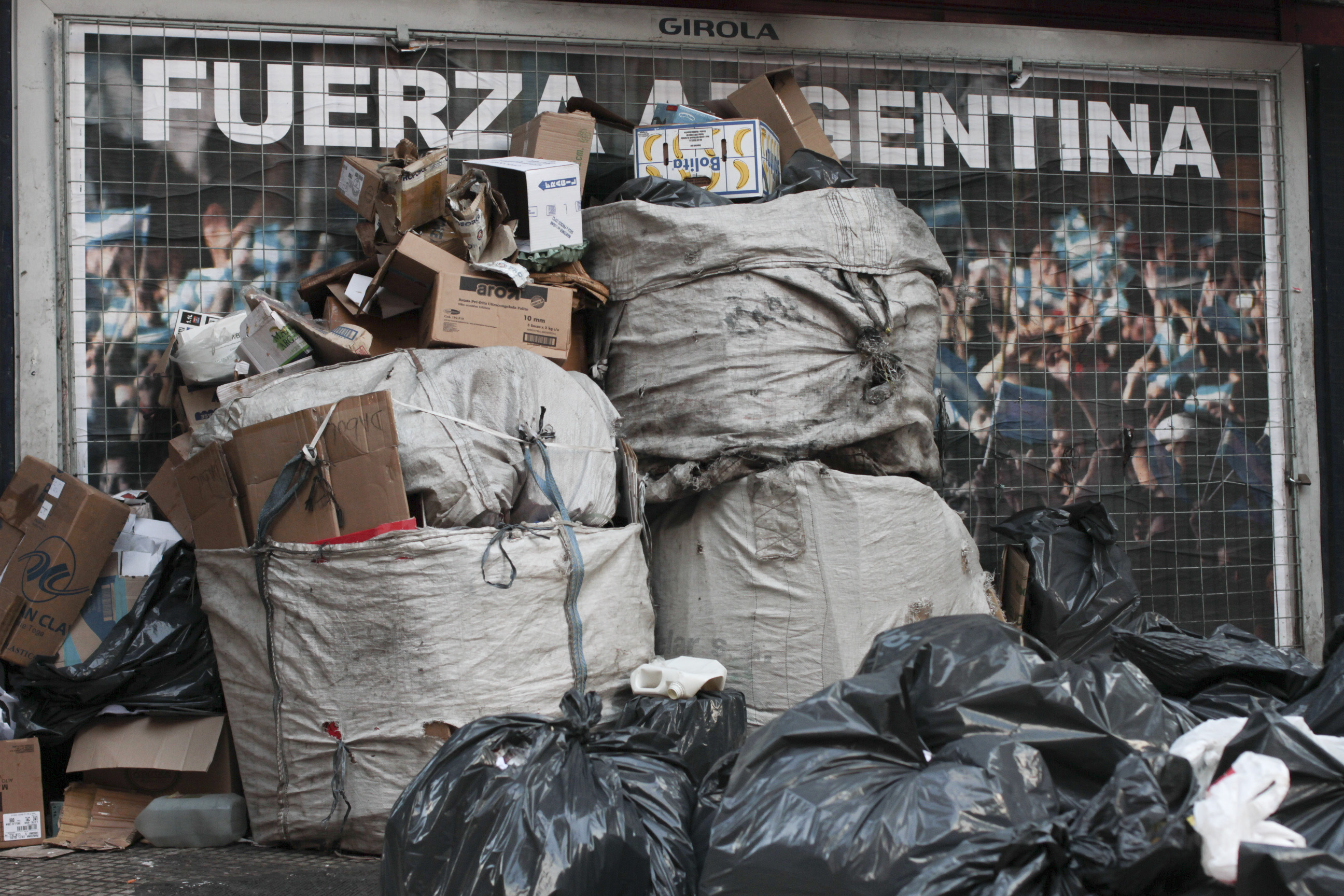
自1990年以来，收纸箱行业经历了持续增长。在此期间，他们是具有一定重要性的社会角色，扮演着78项直接行动

12月13日，阿根廷共和国劳工总联合会、反对派和阿根廷工人中央宣布第七次反对德拉鲁阿政府经济和社会政策的总罢工。这次罢工具有较高吸引力，还包括了一般不会参与的领域，如商业、中产阶级和非工会部门。
与总罢工同时，各省一些城市的群众阶级开始爆发，由所谓的皮克特罗领导。内陆贫困地区和大布宜诺斯艾利斯地区的几家企业遭到失业和贫困人口的洗劫。数以千计的人参与了抢劫、道路卡车抢劫、普通抢劫和城市路障。表明了很多社会、政治和经济分解的迹象。
在极度缺乏控制的气氛中，下层社会部门从大型超市以及贫困社区的企业那里拿走食品和商品，这也使得普通小偷有可能渗透到有需要的人中间。虽然小企业受警察解放该地区的抢劫影响最大，但正如他们所说，“为了避免死亡”，大型超市受到了保护，并没有受到太大的破坏。在这7天的抢劫中，有7人被安全部队和商人自己杀害。到了晚上，部分中产阶级走上了首都的中央区域。

## 爆发
12月19日的晚上，德拉鲁阿总统在国家连锁网络宣布进入[[网站状态|戒严状态]]，中止保障宪法。
与此同时，一部分总统卫队（圣马丁将军马掷弹兵团）也进入奥利沃斯的住所。另一部分留在玫瑰宫，其位于巴尔卡塞路50号的入口处放置了一个12.70口径机枪。这两个地点还动员了携带弹药和自动武器的士兵。

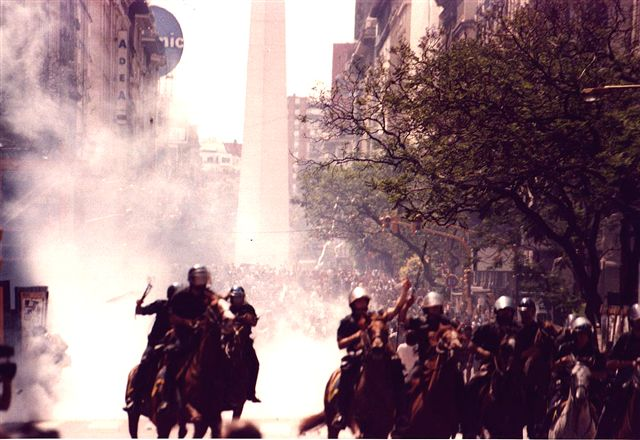
北对角线大道上的骑警。

在宣布戒严状态宣布后，全国数百万人开始从家中敲锅打铁。一大群人聚集在玫瑰宫门前，要求德拉鲁阿总统辞职，并开始高呼该运动的口号：“让所有人滚！”（¡que se vayan todos!）。
总统通过角号报集团的Todo Noticias频道关注了这些事件。19日下午，他要求当时的联邦广播委员会（Comité Federal de Radiodifusión）干扰该频道的信号。
12月20日凌晨，在经济部长[[多明戈·卡瓦罗|多明戈·卡瓦洛]]家门前的五月广场也发生了抗议活动，但遭到镇压。尽管德拉鲁阿颁布了戒严令，但布宜诺斯艾利斯和该国其他城市的街头仍充满抗议，导致卡瓦洛（Cavallo）部长于19日晚提出辞职，并于凌晨3点被接受。部长还要求保证他的人身安全。 
20日上午，仍旧有少数抗议者，包括上班族、雇员、家庭主妇和儿童，政治组织的成员开始到达。在游行到五月广场的这些政治组织的成员中，有五月广场母亲和属于克布拉乔团体的皮克特（piqueteros）。五月广场母亲遭到骑警特工的袭击。
出现在广场上的还有联邦法官玛丽亚·罗米尔达·塞尔维尼（María Romilda Servini），她试图阻止警察镇压，但未能成功，也受到联邦警察催泪瓦斯的影响，联邦警察的制服人员配备了霰弹枪和不同口径的武器（使用铅弹)，并被下令清除抗议者的广场。
这种镇压在所有电视和广播频道，甚至在国际电视上播出，全天直播，导致更多的政治团体和偶尔的抗议者接近广场。随着时间的流逝，事件愈演愈烈，尽管司法调查尚未结束，但据推测已有四名抗议者死亡。

### 总统辞职
与此同时，在12月19日晚上，在卡瓦洛要求辞职后，内阁其他成员也向总统递交了辞呈。内政部长拉蒙·梅斯特雷（Ramón Mestre）在20日上午辞职后清空了他的办公室。下午，司法部长兼总统的兄弟豪尔赫·德拉鲁阿（Jorge de la Rúa）也提交辞职。
下午4:00，德拉鲁阿在全国网络上宣布不会辞去总统职务，并敦促反对派和其他部门进行对话。他与三名部长和总统发言人胡安·巴勃罗·贝拉克（Juan Pablo Baylac）一起出现在国会中。
在他的对话中（持续约 11 分钟）提议正义党组建联合政府，呼吁改革宪法和“执行改善该国局势所需的所有政治变体”中达成协议。
那天，总统本应前往蒙得维的亚参加南方共同市场会议，但在最后一刻决定取消行程。

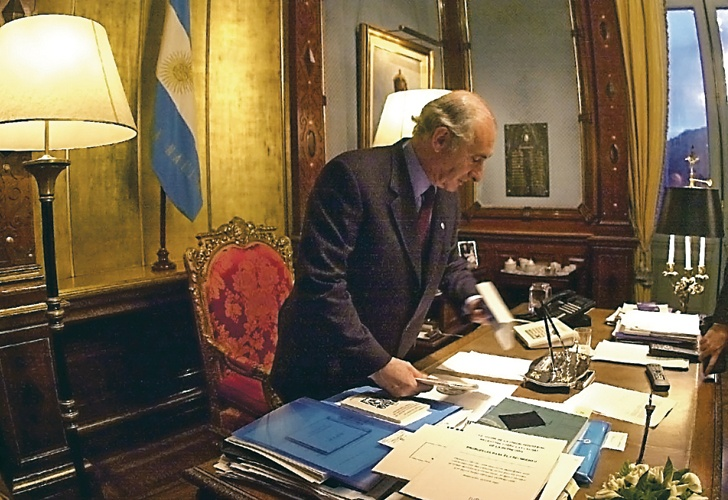
德拉鲁阿在提交辞呈后从办公桌上取下物品。

晚上7点37分，德拉鲁阿在挽救政府的政治尝试失败后辞职。此前，外交部长阿达尔贝托·罗德里格斯·贾瓦里尼（Adalberto Rodríguez Giavarini）要求提供带有总统信笺开始的文件，总统用手写的信笺，致参议院临时议长拉蒙·普埃尔塔写下他的辞职信。后来在总统办公室，他签署了他的最后一项法令：第1682/2001号，“规范警察的行动，并在内部骚乱的背景下对其进行构架”。他还与激进参议员集团的负责人卡洛斯·马斯特罗（Carlos Maestro）进行了交流。总统摄影师维克多·布格（Víctor Bugge）记录了这位前总统在办公桌上整理物品的画面。
其辞职信内容如下： 
20 de diciembre de 2001
Al señor presidente provisional del honorable senado, ingeniero Ramón Puerta:
Me dirijo a usted para presentar mi renuncia como Presidente de la Nación. Mi mensaje de hoy para asegurar la gobernabilidad y constituir un Gobierno de unidad fue rechazado por líderes parlamentarios.
Confío que mi decisión contribuirá a la paz social y a la continuidad institucional de la República. Pido por eso al honorable Congreso que tenga a bien aceptarla.
Lo saludo con mi más alta consideración y estima y pido a Dios por la ventura de mi Patria.

Fernando de la Rúa.
之后，他于晚上8点左右乘电梯前往玫瑰宫的屋顶，与他的助手一起乘坐直升机从莫雷诺第七旅前往奥利沃斯别墅。
尽管担心使用旧直升机场会影响到政府大楼，但由于周围街道上的示威活动，军事大楼负责人还是于20日上午采取了使用空中航线撤离总统府。
晚上7点52分，空军士官何塞·路易斯·奥拉齐打开了赛考斯基S-76B直升机的舱门。根据官方飞行日志，这一切都发生在一分钟内。并前往前往奥利沃斯别墅，尽管他们还有两个选择： 五月场和乌拉圭，如果危险增加的话。当时的陆军总司令里卡多·布林佐尼（Ricardo Brinzoni）向总统家族提供了阿国的驻军。

2001年12月阿根廷危机的概念图

在20日的最后时刻，总统府秘书长尼古拉斯·加洛（Nicolás Gallo）离开了玫瑰宫（晚上8点20分之后），只留下内阁部长克里斯蒂安·科伦坡（Chrystian Colombo）。在接下来的几个小时里，科伦坡负责“国家的安全和最低限度的管理”。
由于立法议会尚未考虑他的辞职，德拉鲁阿于12月21日上午返回总统府，会见了费利佩·冈萨雷斯，并签署了一项结束戒严状态的法令。

## 受害者和肇事者

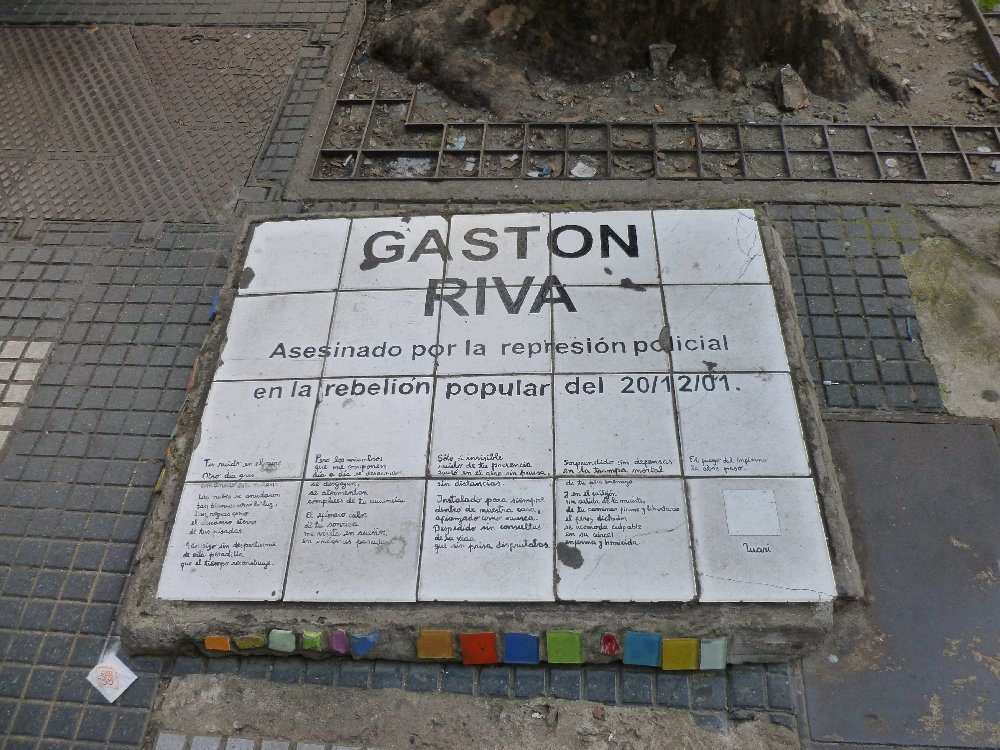
纪念加斯顿·里瓦（Gastón Riva）在五月广场大屠杀中被杀害的牌匾，放置在他被警察部队杀害的地方，位于五月大道895号。

在危机期间，警察部队以及在某些情况下武装平民镇压了民众抗议，导致全国39人死亡，其中包括7名13至18岁的青少年和7名妇女。
| 姓名                                                     | 年龄 | 地点                 | 省份                 |
| -------------------------------------------------------- | ---- | -------------------- | -------------------- |
| 迭戈·阿维拉（Diego Ávila）                               | 24   | 菲奥里托镇           | 布宜诺斯艾利斯省     |
| 维克多·阿里尔·恩里克斯（Víctor Ariel Enríquez）          | 21   | 布朗海军上将         | 布宜诺斯艾利斯省     |
| 罗伯托·奥古斯丁·格拉马霍（Roberto Agustín Gramajo）      | 19   | 布朗海军上将         | 布宜诺斯艾利斯省     |
| 胡里奥·埃尔南·弗洛雷斯（Julio Hernán Flores）            | 15   | 梅洛                 | 布宜诺斯艾利斯省     |
| 巴勃罗·马塞洛指南（Pablo Marcelo Guías）                 | 23   | 圣弗兰西斯科索拉诺   | 布宜诺斯艾利斯省     |
| 克里斯蒂安·E·勒让布尔（Cristian E. Legembre）            | 20   | 卡斯特拉尔           | 布宜诺斯艾利斯省     |
| 达米安·维森特·拉米雷斯（Damián Vicente Ramírez）         | 14   | 格雷戈里奥·德·拉斐尔 | 布宜诺斯艾利斯省     |
| 阿里尔·马克西米利亚诺·萨拉斯                             | 30   | 格雷戈里奥·德·拉斐尔 | 布宜诺斯艾利斯省     |
| 玛丽埃拉·罗萨莱斯（Mariela Rosales）                     | 28   | 洛马斯·德萨莫拉      | 布宜诺斯艾利斯省     |
| 何塞·维加（José Vega）                                   | 19   | 莫雷诺               | 布宜诺斯艾利斯省     |
| 卡洛斯·曼努埃尔·斯皮内利（Carlos Manuel Spinelli）       | 25   | 巴勃罗·诺盖斯        | 布宜诺斯艾利斯省     |
| 里卡多·阿尔瓦雷斯·比利亚尔巴（Ricardo Álvarez Villalba） | 23   | 罗萨里奥             | 圣菲                 |
| 里卡多·比利亚尔巴（Ricardo Villalba）                    | 16   | 罗萨里奥             | 圣菲                 |
| 沃尔特·坎波斯（Walter Campos）                           | 17   | 罗萨里奥             | 圣菲                 |
| 胡安·德尔加多（Juan Delgado）                            | 28   | 罗萨里奥             | 圣菲                 |
| 亚妮娜·加西亚（Yanina García）                           | 18   | 罗萨里奥             | 圣菲                 |
| 克劳迪奥·“波乔”·莱普拉蒂（Claudio "Pocho" Lepratti）     | 35   | 罗萨里奥             | 圣菲                 |
| 鲁本·佩雷拉（Rubén Pereyra）                             | 20   | 罗萨里奥             | 圣菲                 |
| 桑德拉·里奥斯（Sandra Ríos）                             |      | 罗萨里奥             | 圣菲                 |
| 米格尔·帕西尼（Miguel Pacini）                           | 35   | 圣菲                 | 圣菲                 |
| 格雷西拉·阿科斯塔（Graciela Acosta）                     | 35   | 戈贝尔纳多加尔维斯镇 | 圣菲                 |
| 卡洛斯·阿尔米隆（Carlos Almirón）                        | 24   | 布宜诺斯艾利斯自治市 | 布宜诺斯艾利斯自治市 |
| 古斯塔沃·阿里尔·贝内代托（Gustavo Ariel Benedetto）      | 30   | 布宜诺斯艾利斯自治市 | 布宜诺斯艾利斯自治市 |
| 迭戈·拉马格纳（Diego Lamagna）                           | 26   | 布宜诺斯艾利斯自治市 | 布宜诺斯艾利斯自治市 |
| 阿尔贝托·马尔克斯（Alberto Márquez）                     | 57   | 布宜诺斯艾利斯自治市 | 布宜诺斯艾利斯自治市 |
| 加斯顿·马塞洛·里瓦（Gastón Marcelo Riva）                | 30   | 布宜诺斯艾利斯自治市 | 布宜诺斯艾利斯自治市 |
| 鲁本·阿雷德斯（Rubén Aredes）                            | 24   | 布宜诺斯艾利斯自治市 | 布宜诺斯艾利斯自治市 |
| 豪尔赫·卡德纳斯（Jorge Cárdenas）                        | 52   | 布宜诺斯艾利斯自治市 | 布宜诺斯艾利斯自治市 |
| 罗米娜·伊图兰（Romina Iturain）                          | 15   | 巴拉那               | 恩特雷里奥斯省       |
| 罗莎·埃洛伊萨·帕尼亚瓜（Rosa Eloísa Paniagua）           | 13   | 巴拉那               | 恩特雷里奥斯省       |
| 何塞·丹尼尔·罗德里格斯（José Daniel Rodríguez）          |      | 巴拉那               | 恩特雷里奥斯省       |
| 塞尔吉奥·米格尔·费雷拉（Sergio Miguel Ferreira）         | 20   | 科尔多瓦             | 科尔多瓦             |
| 大卫·埃内斯托·莫雷诺（David Ernesto Moreno）             | 13   | 科尔多瓦             | 科尔多瓦             |
| 塞尔吉奥·佩德内拉（Sergio Pedernera）                    | 16   | 科尔多瓦             | 科尔多瓦             |
| 路易斯·阿尔贝托·费尔南德斯（Luis Alberto Fernández）     | 27   | 圣米格尔-德图库曼    | 图库曼               |
| 拉蒙·阿尔贝托·阿拉皮（Ramón Alberto Arapi）              | 22   | 科连特斯             | 科连特斯省           |
| 胡安·阿尔贝托·托雷斯（Juan Alberto Torres）              | 21   | 科连特斯             | 科连特斯省           |
| 埃尔维拉·阿瓦卡（Elvira Avaca）                          | 46   | 西波列蒂             | 内格罗河             |
| 资料来源：La Izquierda报                                 |      |                      |                      |

在布宜诺斯艾利斯省有11人死亡、10人在圣菲省，其中8个在罗萨里奥、7个在联邦首都、3个在恩特雷里奥斯省、3个在科尔多瓦、1个在图库曼和1个里奥内格罗。其中最小的罗莎·埃洛伊萨·帕尼亚瓜和大卫·莫雷诺只有13岁。
最大的镇压发生在布宜诺斯艾利斯市中心，被称为五月广场大屠杀，在那里有5人被杀害，另外有4人差点受到杀害，其他还有227人受伤。这些事件进行了统一调查，并产生了两次审判案。
在第一次审判中，豪尔赫·瓦兰多（Jorge Varando）被指控在古斯塔沃·贝内代（Gustavo Benedetto）谋杀案中滥用枪支，但因刑事诉讼时效而被无罪释放。
第二次审判于2014年开始，预计2016年上半年完成。在那里，有17人被指控犯有谋杀、谋杀未遂和伤害罪，其中包括时任安全部长恩里克·马托夫（Enrique Mathov）和时任阿根廷联邦警察局长鲁本·桑托斯（Rubén Santos）。
前总统费尔南多·德拉鲁阿在一开始受到了起诉，但在最高法院作出最终裁决后被驳回。这导致法理和社会研究中心（Centro de Estudios Legales y Sociales）在美洲人权法院谴责阿根廷有罪不罚并要求审判德拉鲁阿。
2003年，省警察下士西尔维奥·马丁内斯（Silvio Martínez）因谋杀罗莎·帕尼亚瓜（Rosa Paniagua）在恩特雷里奥斯被判处十年徒刑。
2004年，圣达菲警察埃斯特班·贝拉斯克斯（Esteban Velázquez）因在罗萨里奥谋杀克劳迪奥·“波乔”·莱普拉蒂（Claudio "Pocho" Lepratti）被判处14年监禁，克劳迪奥·“波乔”·莱普拉蒂是一位社会活动家，莱昂·吉科（León Gieco）为纪念他而创作了歌曲“El angel de la bicicleta”（自行车的天使）。
2007年，拉马坦萨的一家口头法庭因杀害达米安·拉米雷斯（Damián Ramírez）和阿里尔·萨拉斯（Ariel Salas）而分别判处商人路易斯·马齐（Luis Mazzi）和他的保镖贝尔纳多·朱利（Bernardo Joulie）15年和6年有期徒刑。同年，圣菲警官路易斯·奎罗兹（Luis Quiroz）因谋杀罗萨里奥的社会活动家格拉西拉·阿科斯塔（Graciela Acosta）而被判处11年有期徒刑（在一审被判无罪后）。
2010 年，商人米格尔·伦蒂尼（Miguel Lentini）因谋杀克里斯蒂安·勒让德（Cristian Legendre）被判入狱十年零八个月。
2014年，圣菲警察罗伯托·德拉托雷（Roberto De la Torre）、鲁本·达里奥·佩雷斯（Rubén Darío Pérez）、马塞洛·法比安·阿鲁阿（Marcelo Fabián Arrúa）和卡洛斯·阿尔贝托·德索萨（Carlos Alberto de Souza）因掩盖克劳迪奥·莱普拉蒂（Claudio Lepratti）谋杀案而被判处两年零八个月刑期。
2016年，对2001年12月19日至20日发生的谋杀和重伤案的司法调查，大部分处于停滞状态或尚未开庭审理。

## 结果
在接下来的一段时间，抗议和敲锅打铁持续发生。

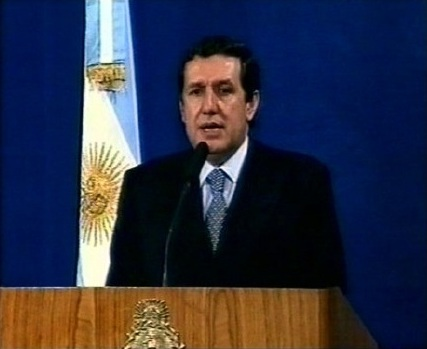
拉蒙·普埃尔塔的新闻发布会。

这场运动首先导致费尔南多·德拉鲁阿辞职，但这并没有阻止政治危机。20日晚，反对党正义党参议院议长拉蒙·普埃尔塔掌管行政权，召集立法议会选举新总统。

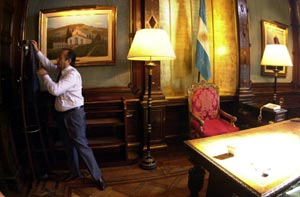
罗德里格斯·萨阿在总统办公室。

23日，同样来自正义党的阿道夫·罗德里格斯·萨阿就任总统。他采取的第一个步是下令暂停支付外债。这个决定是在国会宣布，并伴随着在场人士的掌声。他还承诺，从储户那里偷来的钱会得到补偿。
12月30日，罗德里格斯·萨阿辞职，理由是缺乏政治支持，这引发了新的不稳定浪潮。面对无法找到参议员普埃尔塔，众议院议长爱德华多·卡马尼奥不得不接管行政权力，他再次召集立法议会选举新总统。
2002年1月1日，前布宜诺斯艾利斯省长、正义党参议员爱德华多·杜哈尔德就任临时总统，他曾在1999年的总统选举中败给德拉鲁阿。在他的就职演说中，他重申了罗德里格斯·萨阿的承诺，即归还从民众那里偷走的钱，并附有短语：“存入美元的人将收到美元”（el que depositó dólares, recibirá dólares），并保证了社会和平和结束有争议的兑换法。

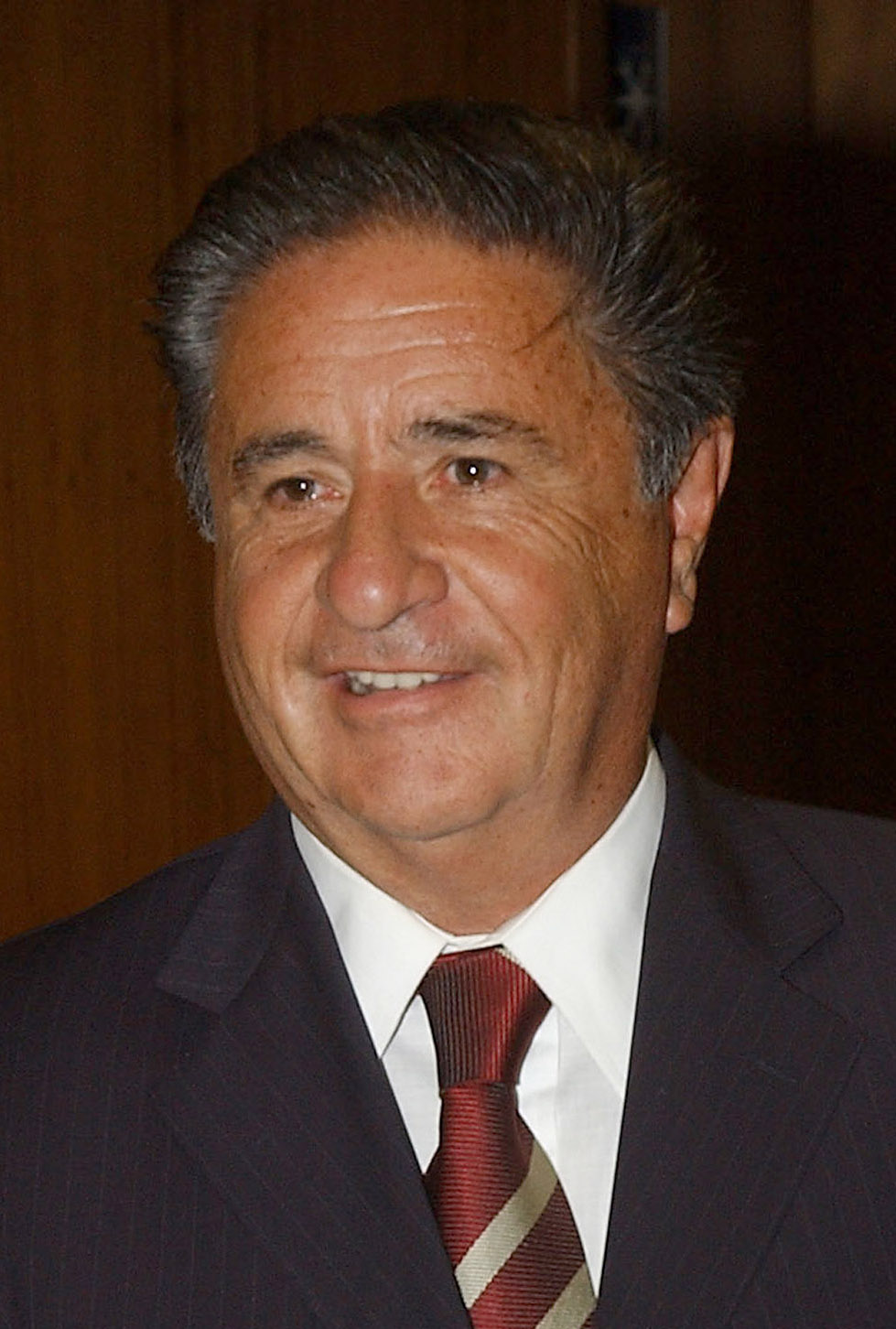
骚乱后的代理总统爱德华多·杜哈尔德

在他的就职演说中，杜哈尔德综合了社会经济形势如下：
“No es momento, creo, de echar culpas. Es momento de decir la verdad. La Argentina está quebrada. La Argentina está fundida. Este modelo en su agonía arrasó con todo. La propia esencia de este modelo perverso terminó con la convertibilidad, arrojó a la indigencia a 2 millones de compatriotas, destruyó a la clase media argentina, quebró a nuestras industrias, pulverizó el trabajo de los argentinos. Hoy, la producción y el comercio están, como ustedes saben, parados; la cadena de pagos está rota y no hay circulante que sea capaz de poner en marcha la economía.”
五天后，即2002年1月6日，他废除了第23,928号法（兑换法）的基本内容，取消了一对一货币兑换操作和为100%的货币基础准备金的要求，启动了已知的制度作为“非对称化”。退还存入的美元的承诺从未兑现。

## 影响

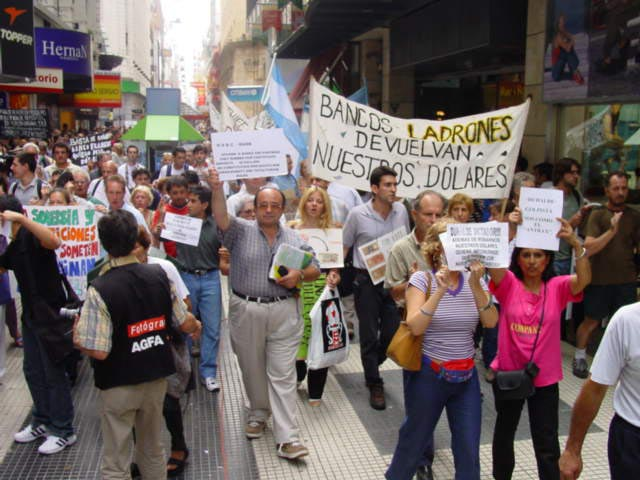
2002年初储户对银行的抗议。称：“抢匪，抢匪，抢匪，还我储蓄！”（¡Chorros chorros chorros, devuelvan los ahorros!）“Chorro”是一个阿根廷词，意思是小偷、劫匪、抢匪。

阿根廷之后发生的组织和经济经验在不同程度上激发了各种政治运动。
同样，其他更分散的运动或意识形态在这些事件中看到了新的社会和经济秩序的证据，每个人都提出了自己的方式。
另一方面，在区域层面，这场危机对邻国乌拉圭产生了直接影响。由于数千名阿根廷人将百万富翁数字存入乌拉圭银行系统的账户，他们面临着资金需求，进行了大规模提款，这被认为是“历史上最长的银行挤兑”：乌拉圭中央银行没有它停止向陷入困境的银行注资，直到乌拉圭的储备几乎耗尽。再加上乌拉圭经济一直表现出的多重弱点和金融体系监管不完善（与阿根廷相比，国家干预较少），最终导致2002年乌拉圭爆发了银行业危机。

## 注解
1. ↑  Corralito这个词来自于corral（围栏）的指小词。所以可以称呼这个政策为“围栏政策”
2. ↑  即空白或故意作废的选票
3. ↑  Corralito这个词来自于corral（围栏）的指小词。所以可以称呼这个政策为“围栏政策”
4. ↑  阿根廷宪法规定，宣布戒严是国民议会开会时的一项专属职能。
5. ↑  一年后，因伤势过重而去世。